# جام قهرمانی فوتبال ایران ۱۳۳۹
جام قهرمانی فوتبال ایران ۱۳۳۹ سومین دوره جام قهرمانی فوتبال ایران که توسط فدراسیون فوتبال ایران برگزار شد.

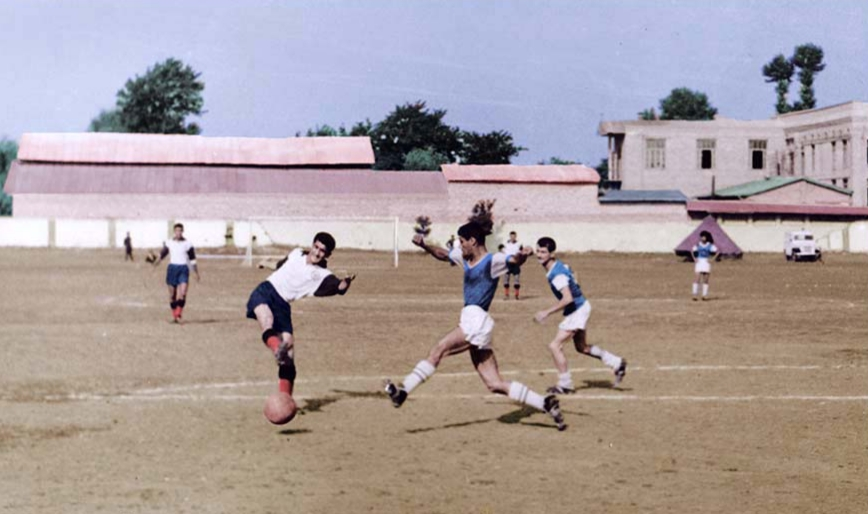
افتتاحیه جام قهرمانی فوتبال ایران ۱۳۳۹

تیم جم (شاهین) آبادان بدون باخت برای اولین بار قهرمان این دوره از رقابت‌ها شد. تیم  کلنی مموریال تبریز قهرمان دوره قبل با نتایج دور از انتظار پنجم شد.

## تیم‌های حاضر در مسابقات
۶ تیم صعود کرده از مرحله مقدماتی و راه یافته به مرحله نهایی به شرح زیر هستند:
- سپه تهران
- ویشتاسب ساری
- جم آبادان
- راه کرمان
- فرهنگ قزوین
- کلونی مموریال تبریز

## نتایج مسابقات
دور نهایی مسابقات از ۱۷ الی ۲۸ تیر غ ۱۳۳۹ در استادیوم دبیرستان پهلوی در ساری برگزار شد که با قهرمانی شاهین آبادان یه پایان رسید. نتایج این بازی‌ها به شرح زیر است: کلنی تبریز بعد از کسب یک تساوی و دو شکست حاضر نشد  در مقابل شاهین آبادان و راه کرمان به میدان برود.
- ویشتاسب ساری ۱–۱ کلنی مموریال تبریز
- ویشتاسب ساری ۰–۵ شاهین آبادان
- سپه تهران ۲–۲ فرهنگ قزوین
- شاهین آبادان ۶–۰ راه کرمان
- فرهنگ قزوین ۵–۲ راه کرمان
- سپه تهران ۲–۰ کلنی مموریال تبریز
- شاهین آبادان ۱–۰ سپه تهران
- فرهنگ قزوین ۳–۱ کلنی مموریال تبریز
- ویشتاسب ساری ۱–۰ راه کرمان
- سپه تهران ۴–۰ راه کرمان
- شاهین آبادان ۲–۱ فرهنگ قزوین

## جدول مسابقات
| رتبه | تیم                | تعداد بازی | برد | مساوی | باخت | زده | خورده | تفاضل گل | امتیاز |
| ---- | ------------------ | ---------- | --- | ----- | ---- | --- | ----- | -------- | ------ |
| ۱    | جم آبادان          | ۴          | ۴   | ۰     | ۰    | ۱۴  | ۰     | ۱۴+      | ۸      |
| ۲    | سپه تهران          | ۴          | ۲   | ۱     | ۱    | ۸   | ۲     | ۶+       | ۵      |
| ۳    | فرهنگ قزوین        | ۴          | ۲   | ۱     | ۱    | ۱۰  | ۷     | ۳+       | ۵      |
| ۴    | ویشتاسب ساری       | ۳          | ۱   | ۱     | ۱    | ۲   | ۶     | ۲-       | ۳      |
| ۵    | کلنی مموریال تبریز | ۳          | ۰   | ۱     | ۲    | ۲   | ۶     | ۲-       | ۱      |
| ۶    | راه کرمان          | ۴          | ۰   | ۰     | ۴    | ۲   | ۱۶    | ۱۴-      | ۰      |

## قهرمان
| قهرمان جام قهرمانی ایران ۱۳۳۹ |
| ----------------------------- |
| جم آبادان                     |
| اولین قهرمانی                 |

## نگارخانه

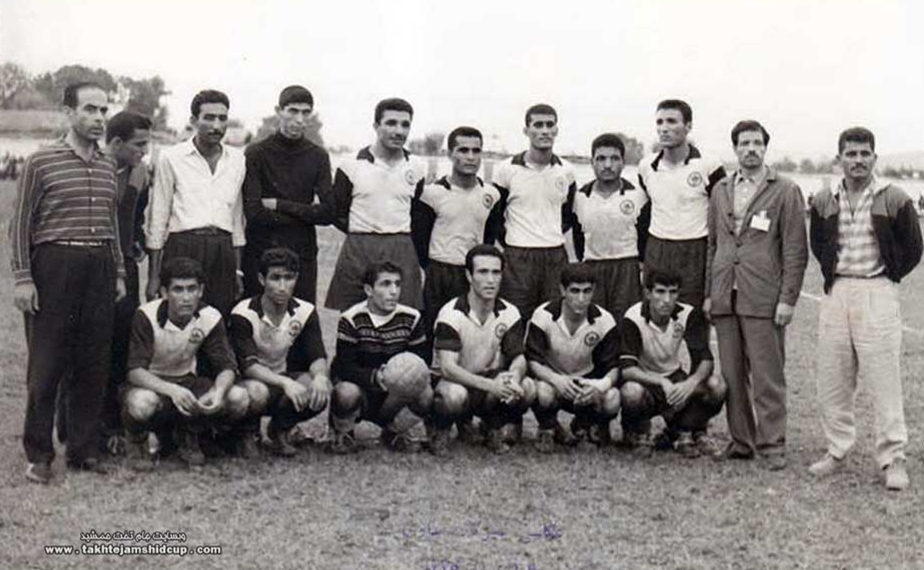
تیم فوتبال شاهین آبادان در جام قهرمانی فوتبال ایران ۱۳۳۹
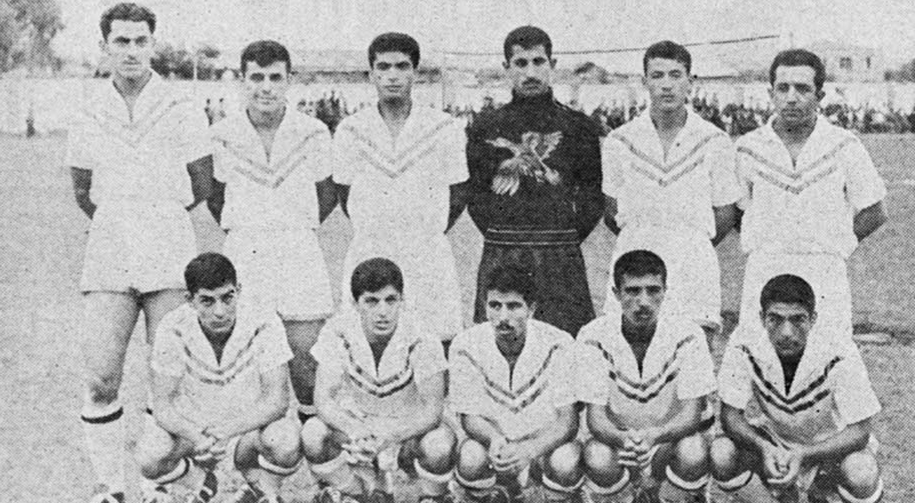
تیم فرهنگ قزوین در جام قهرمانی فوتبال ایران ۱۳۳۹
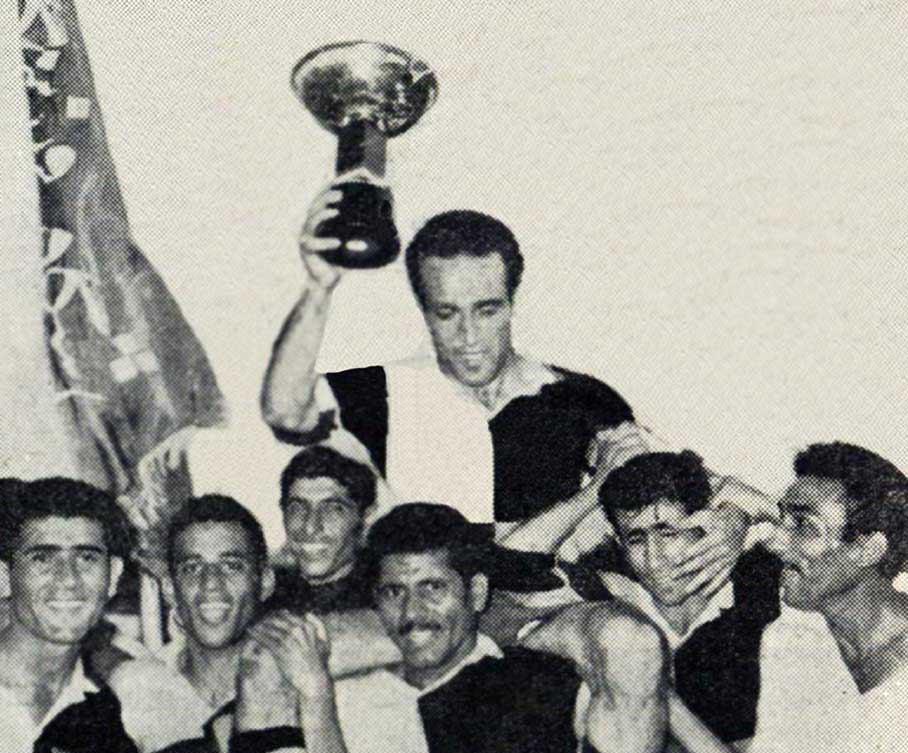
قهرمانی شاهین آبادان در جام قهرمانی فوتبال ایران
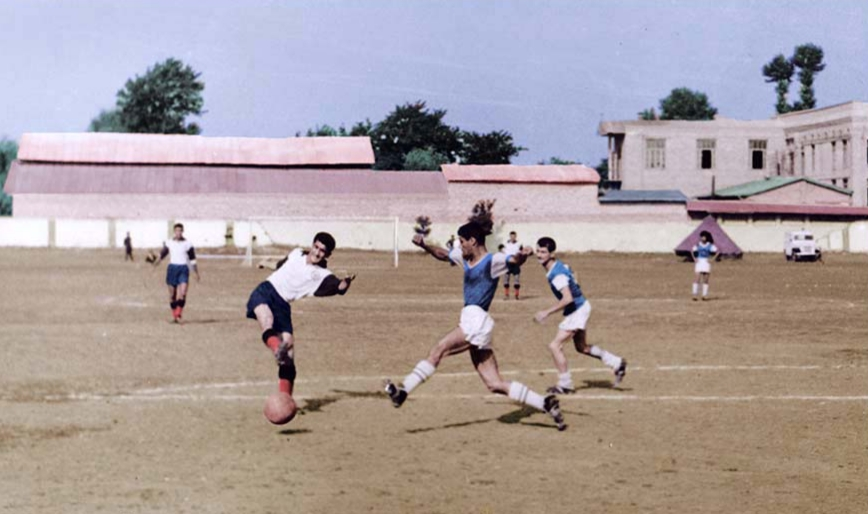
افتتاحیه جام قهرمانی فوتبال ایران ۱۳۳۹
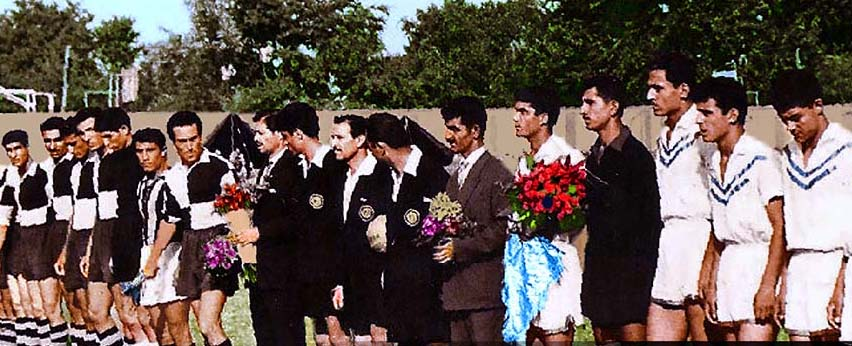
فینال جام قهرمانی فوتبال ایران ۱۳۳۹